# كيفن بيتر هال
كيفن بيتر هال (بالإنجليزية: Kevin Peter Hall)‏ ، من مواليد 9 مايو 1955 ، وتوفي بتاريخ 10 أبريل 1991م، وهو ممثل أمريكي، بدأ حياته الفنية عام 1977م، وشارك في عدة أفلام، ومنها فيلم بريداتور 2 .

## وصلات خارجية
- كيفن بيتر هال على موقع IMDb (الإنجليزية)
- كيفن بيتر هال على موقع روتن توميتوز (الإنجليزية)
- كيفن بيتر هال على موقع ألو سيني (الفرنسية)
- كيفن بيتر هال على موقع أول موفي (الإنجليزية)
- كيفن بيتر هال على موقع قاعدة بيانات الأفلام السويدية (السويدية)
- كيفن بيتر هال على موقع إن إن دي بي (الإنجليزية)
- كيفن بيتر هال على موقع قاعدة بيانات الفيلم (الإنجليزية)
- كيفن بيتر هال على موقع كينوبويسك (الروسية)
- قالب:Memoryalpha article